# Aeroportul Cherry Capital
Aeroportul Cherry Capital (IATA: TVC, ICAO: KTVC, FAA LID: TVC) este un aeroport din Michigan, Statele Unite ale Americii ce deservește zona Traverse City. Aeroportul a fost tranzitat în 2019 de 574.024 de pasageri. A fost deschis în 1940.
Situat la o altitudine de 190 m, aeroportul dispune de 2 piste.

## Infrastructură

### Piste
Aeroportul dispune de 2 piste. Pista 10/28 are suprafața de asfalt și dimensiunile 6.901 picioare × 150 picioare. Pista 18/36 are suprafața de asfalt și dimensiunile 5.378 picioare × 150 picioare. 